# Fragas
Fragas (llamada oficialmente Santa Mariña de Fragas) es una parroquia del municipio español de Campo Lameiro, en la provincia de Pontevedra, Galicia.

## Toponimia
La parroquia también es conocida por los nombres de Santa Marina de Fragas y Santa Marina P. de Fragas.

## Historia
Hacia mediados del siglo XIX, el lugar, por entonces referido como una feligresía, tenía contabilizada una población de 1132 habitantes. Aparece descrito en el octavo volumen del Diccionario geográfico-estadístico-histórico de España y sus posesiones de Ultramar de Pascual Madoz con las siguientes palabras:

FRAGAS (Sta. Marina): felig. en la prov. de Pontevedra (3 leg.), part. jud. de Caldas de Reyes (2 1/2), dióc. de Santiago (7), ayunt. de Campo (1/2). sit. en terreno algo quebrado y á la falda de los montes Rapadiño y Acibal. La combaten principalmente los aires del N. y S.; el clima es benigno, y las enfermedades comunes fiebres de fácil curacion. Tiene 270 casas distribuidas en los l. de Cerdeiras, Fontenla, Gargallones, Lage, Mullerboa, Reboredo, Ricoy, Redonde y Toural. Hay escuela de primeras letras frecuentada por 8 niños de ambos sexos, cuyos podres pagan al maestro la cantidad convenida. La igl. parr. (Sta. Marina), está servida por un cura de provision en concurso: en el átrio de la igl. existe el cementerio. Confina el térm. N. felig. de Campo; E. r. Lerez; S. felig. de Jeve; y O. los indicados montes Rapadiño y Acibal: estendiéndose 1 1/2 leg. de N. á S. y 1 de E. á O. Por la parte oriental pasa el mencionado r. Lerez, el cual se dirige á la ria de Pontevedra. y en el térm. de esta felig. tiene una barca para facilitar el tránsito á la de San Jorge de Sacos. En varios sitios brotan fuentes de puras y saludables aguas que sirven para beber y otros usos: en los montes se crian leñas y yerbas de pasto; habiendo en diferentes puntos robledales propios de particulares y 2 de la nacion. Atraviesan por esta felig. un camino que dirije á Caldas de Reyes en malísimo estado, y otro que desde Pontevedra por los Baños de Cuntis va á la c. de Santiago: el correo se recibe de la estafeta de San Jorge de Sacos, adonde cada interesado envia por su correspondencia. prod.: mucho maiz, centeno, vino, lino, castañas, patatas y ricas frutas de todas clases: mantiene ganado vacuno, lanar y cabrio: hay caza de liebres, conejos y perdices; y pesca de truchas, salmones y lampreas. ind.: la agrícola y molinos harineros, dedicándose algunos vec. al oficio de cauteros en varios puntos de Galicia. pobl.: 385 vec., 1,132 alm. contr.: con su ayunt. (V.)
(Madoz, 1847, p. 161)

## Organización territorial
La parroquia está formada por siete entidades de población:
- Cerdeiras
- Fontenla
- Gargallones (Gargallóns)
- Laje  (Laxe)(A Laxe)
- Mullerboa
- Reboredo
- Redonde

## Demografía
| Gráfica de evolución demográfica de Fragas entre 2000 y 2023 |
|                                                              |
| Datos según el nomenclátor publicado por el INE.             |

## Patrimonio
- Iglesia de Santa Marina.[8]